# Quatre Jours de Dunkerque 2010
La 56e édition de la course cycliste, les Quatre Jours de Dunkerque a eu lieu du 5 au 9 mai 2010. La compétition est classée en catégorie 2.HC dans l'UCI Europe Tour 2010. C'est le Suisse Martin Elmiger de l'équipe AG2R La Mondiale qui s'est imposé.

## Présentation

### Équipes
Vingt équipes participent à ces Quatre Jours de Dunkerque, dont dix équipes ProTour, sept équipes continentales professionnelles et trois équipes continentales. Les huit équipes professionnelles françaises sont présentes :
- équipes ProTour : Katusha, Caisse d'Épargne, Quick Step, AG2R La Mondiale, Saxo Bank, La Française des jeux, Columbia-HTC, Omega Pharma-Lotto, Euskaltel-Euskadi, Milram
- équipes continentales professionnelles : Topsport Vlaanderen-Mercator, Cofidis, Landbouwkrediet, Acqua & Sapone, Saur-Sojasun, BBox Bouygues Telecom, Vacansoleil
- équipes continentales : Roubaix Lille Métropole, Big Mat-Auber 93, Bretagne-Schuller

### Favoris

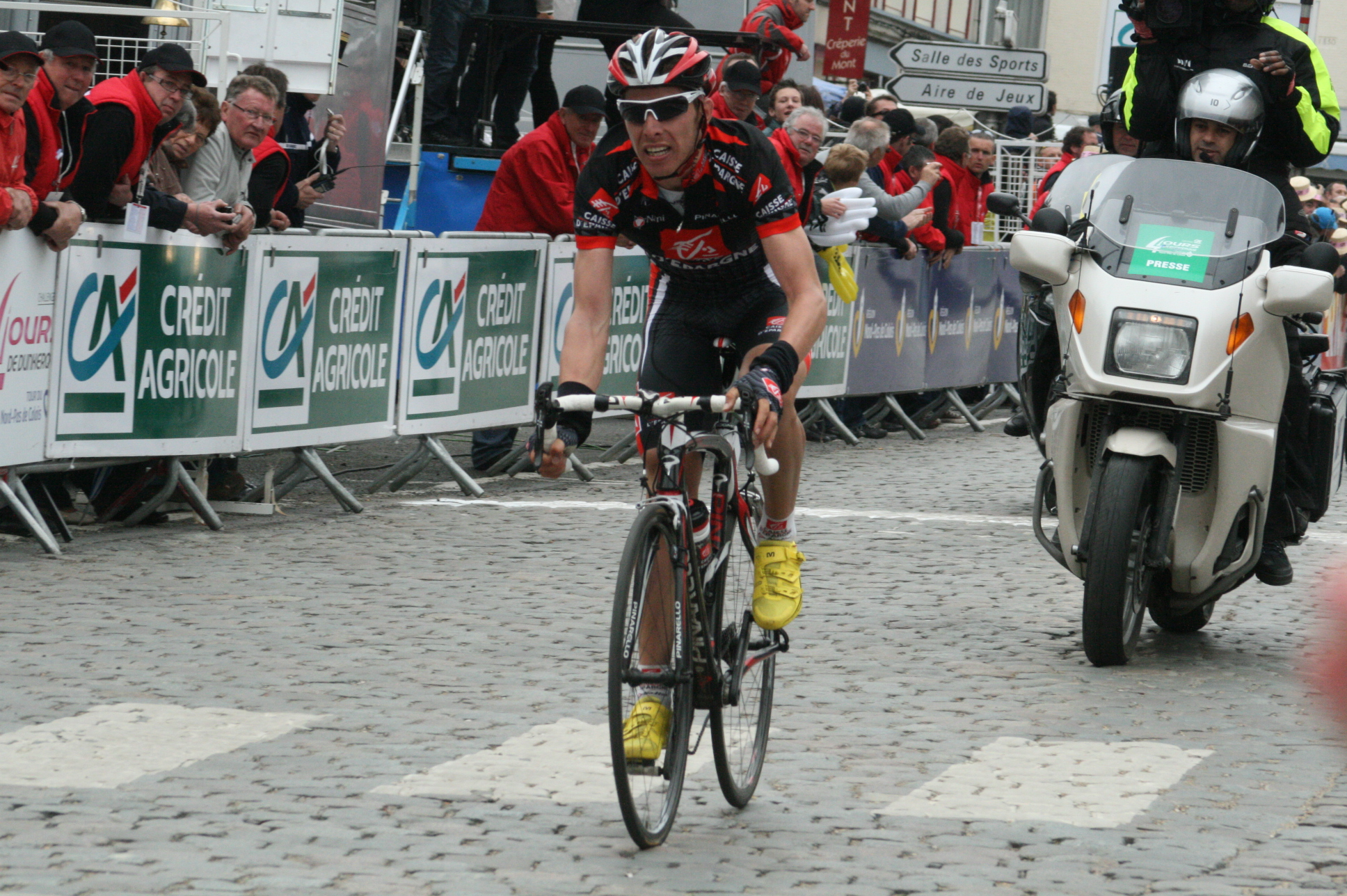
Rui Costa le tenant du titre

Rui Costa (Caisse d'Épargne) tentera de conserver son titre. Il devra toutefois faire avec Pierrick Fédrigo (BBox Bouygues Telecom), Stéphane Augé (Cofidis), Matthieu Ladagnous (La Française des jeux), Stijn Devolder (Quick Step) et Leif Hoste (Omega Pharma-Lotto). Un sprinteur pourrait toutefois s'imposer. Citons notamment Jimmy Casper (Saur-Sojasun), Gerald Ciolek (Milram) et Danilo Napolitano (Katusha).

### Parcours

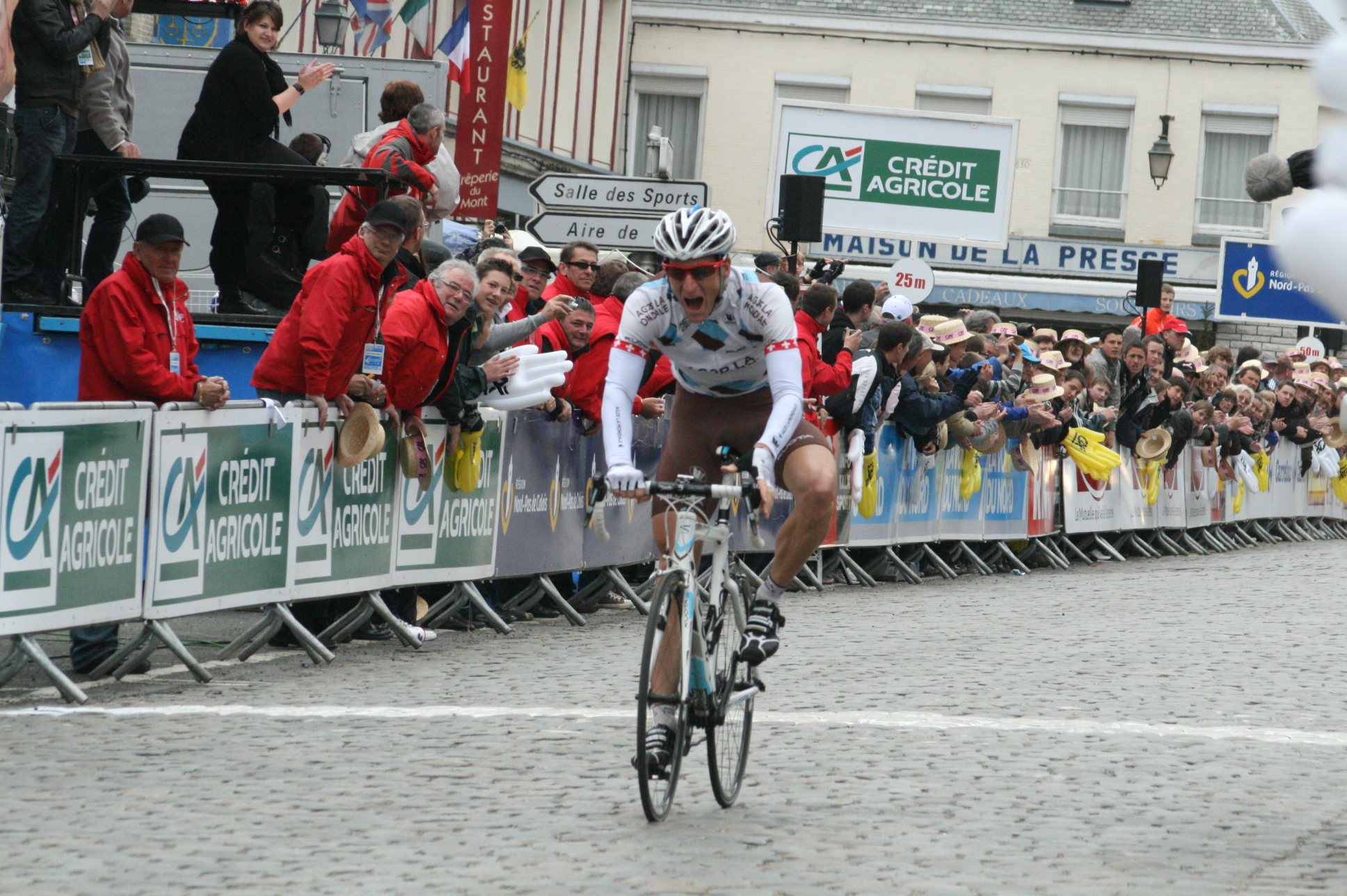
Le Suisse Martin Elmiger, vainqueur de la 4e étape.

Cette édition se déroule sur cinq jours, contre six les trois années précédentes. Cette réduction est due à un manque de moyen financier.
La première étape part de Dunkerque et arrive à Bray-Dunes. Ses 143,8 km parcourent l'arrondissement de Dunkerque en allant au sud jusqu'au mont des Cats. Ce dernier constitue la seule ascension de l'étape comptant pour le prix des monts.
La deuxième étape part de Coulogne, dans le Pas-de-Calais, et arrive à Auby, dans le Nord, après 196,4 km. Elle comprend quatre prix des monts, à Journy, Estrée-Blanche et Mons-en-Pévèle, où un circuit permet d'emprunter la côte à deux reprises.
La troisième étape se déroule entièrement dans la Province de Flandre-Occidentale, en Belgique. Le départ est situé à Menin et l'arrivée à Ypres. Le mont Kemmel, point culminant de la province, est gravi à trois reprises durant les 189 km de course.
La quatrième étape, longue de 181,3 km part de Merville et s'achève par neuf tours de circuit à Cassel, occasionnant six prix des monts.
La cinquième et dernière étape part de Ardres et s'achève à Dunkerque. La première moitié des 179,5 km de course emprunte trois côtes, à Fiennes, à Licques et à Watten. Les Quatre Jours de Dunkerque se terminent par dix tours de circuit dans le centre de Dunkerque.

## Étapes
| \| Dunkerque Bray-Dunes Coulogne Auby Menin Ypres Merville Cassel Ardres \| Carte des villes accueillant les départs et les arrivées. |
| Dunkerque Bray-Dunes Coulogne Auby Menin Ypres Merville Cassel Ardres                                                                 |

| Étape     | Date  | Villes étapes             |  | Distance (km) | Vainqueur d’étape | Leader du classement général |
| --------- | ----- | ------------------------- |  | ------------- | ----------------- | ---------------------------- |
| 1re étape | 5 mai | Dunkerque – Bray-Dunes    |  | 143,8         | Alex Rasmussen    | Alex Rasmussen               |
| 2e étape  | 6 mai | Coulogne – Auby           |  | 196,4         | Danilo Napolitano | Danilo Napolitano            |
| 3e étape  | 7 mai | Menin (BEL) – Ypres (BEL) |  | 189           | Alex Rasmussen    | Alex Rasmussen               |
| 4e étape  | 8 mai | Merville – Cassel         |  | 181,3         | Martin Elmiger    | Martin Elmiger               |
| 5e étape  | 9 mai | Ardres – Dunkerque        |  | 179,5         | Benoît Vaugrenard | Martin Elmiger               |

## Classements finals

### Classement général

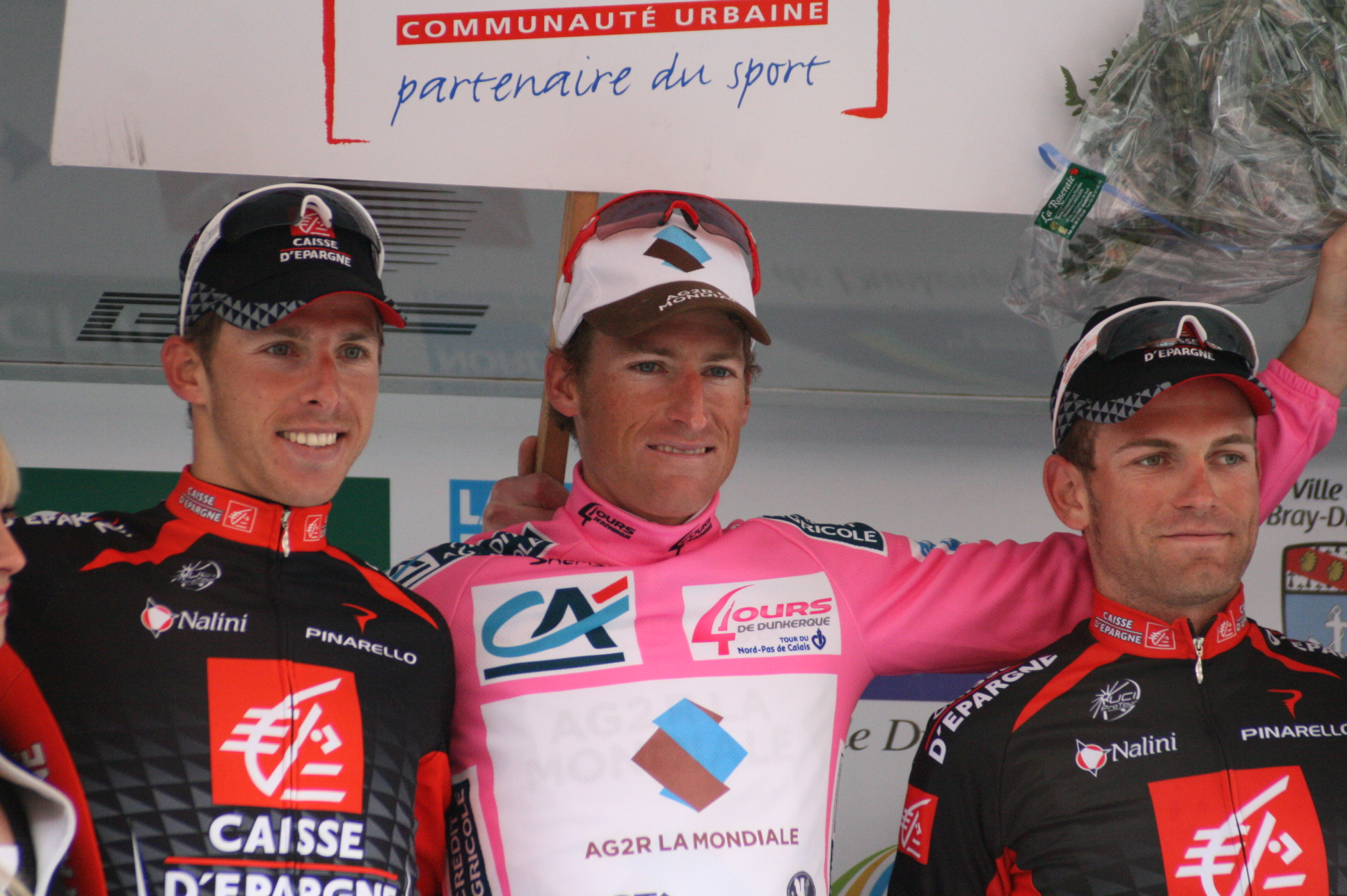
Rui Costa, Martin Elmiger et José Joaquín Rojas sur le podium

|    | Cycliste           | Pays | Équipe                  |    | Temps            |
| -- | ------------------ | ---- | ----------------------- | -- | ---------------- |
| 1  | Martin Elmiger     |      | AG2R La Mondiale        | en | 21 h 36 min 03 s |
| 2  | Rui Costa          |      | Caisse d'Épargne        | +  | 4 s              |
| 3  | José Joaquín Rojas |      | Caisse d'Épargne        |    | 17 s             |
| 4  | Cédric Pineau      |      | Roubaix Lille Métropole |    | 23 s             |
| 5  | Gerald Ciolek      |      | Milram                  |    | 27 s             |
| 6  | Matteo Carrara     |      | Vacansoleil             |    | 33 s             |
| 7  | Imanol Erviti      |      | Caisse d'Épargne        |    | 35 s             |
| 8  | Mikhailo Khalilov  |      | Katusha                 |    | 38 s             |
| 9  | Anthony Geslin     |      | La Française des jeux   |    | 38 s             |
| 10 | Pierrick Fédrigo   |      | BBox Bouygues Telecom   |    | 38 s             |

### Classements annexes

#### Classement par points

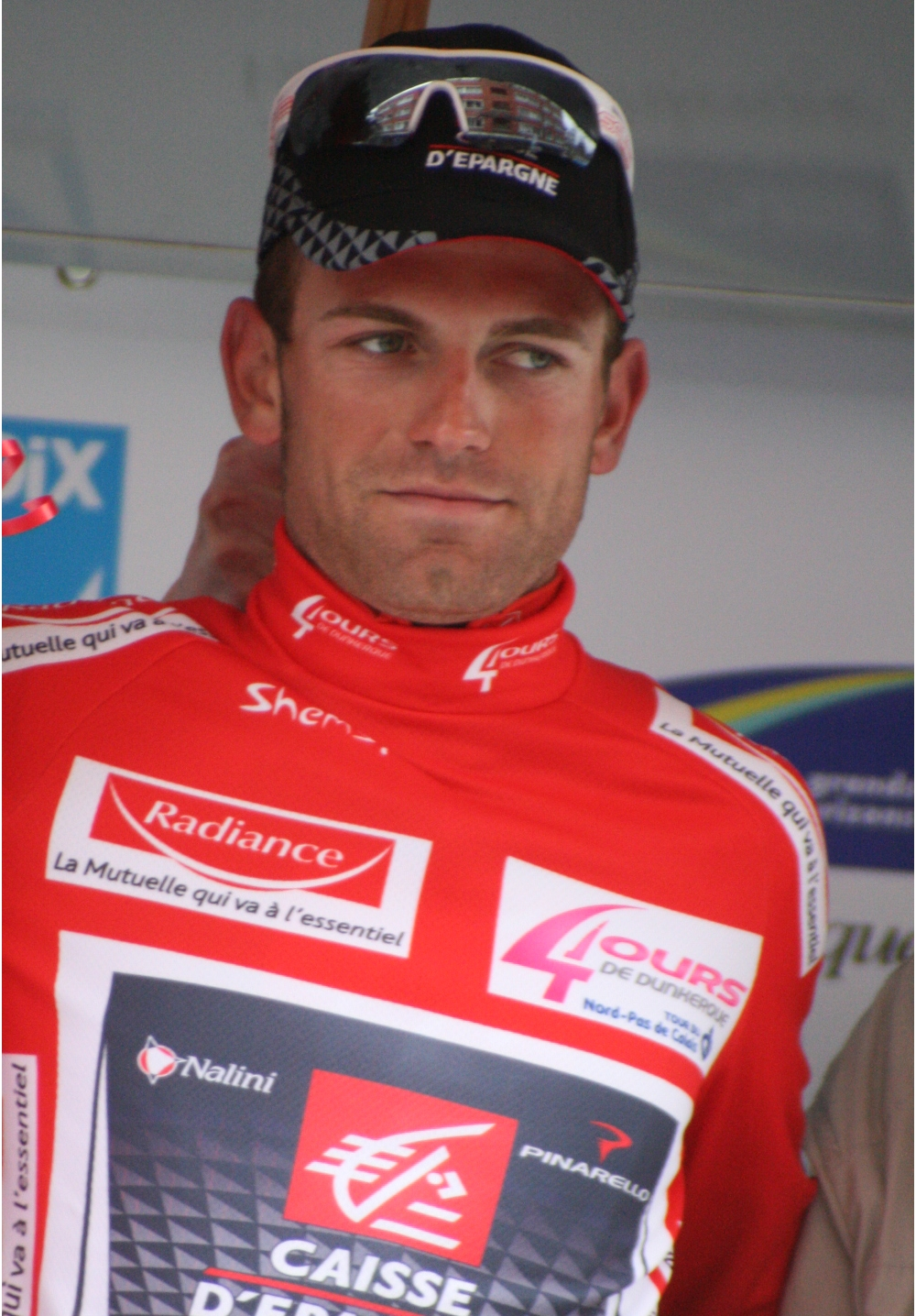
José Joaquín Rojas sur le podium, vếtu du maillot rouge

|   | Cycliste           | Équipe                  | Points |
| - | ------------------ | ----------------------- | ------ |
|   | José Joaquín Rojas | Caisse d'Épargne        | 55     |
| 2 | Danilo Napolitano  | Katusha                 | 52     |
| 3 | Rafaâ Chtioui      | Acqua & Sapone          | 39     |
| 4 | Gerald Ciolek      | Milram                  | 38     |
| 5 | Cédric Pineau      | Roubaix Lille Métropole | 29     |

#### Classement du meilleur grimpeur

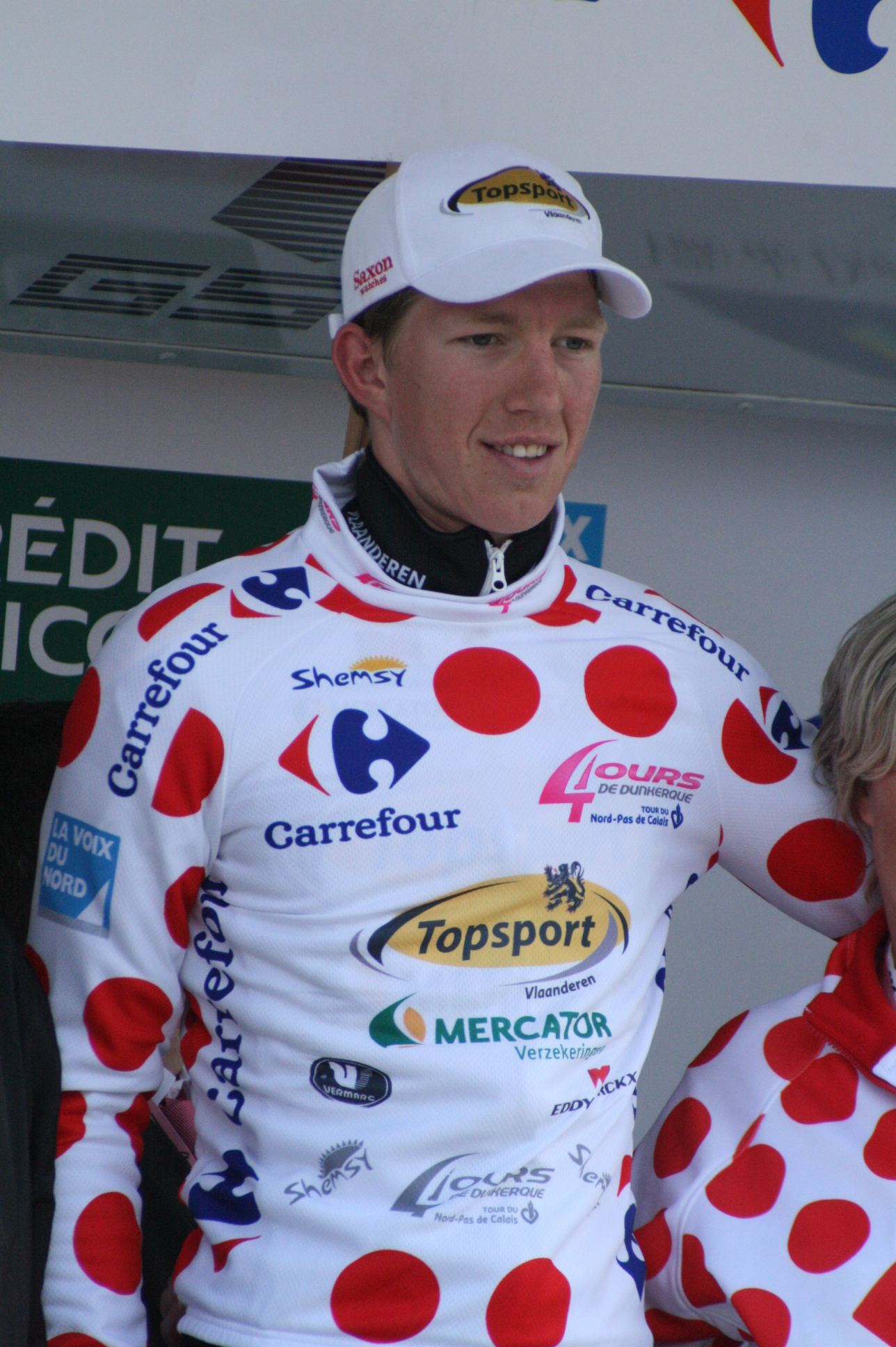
Sep Vanmarcke, vêtu du maillot à pois

|   | Cycliste         | Équipe              | Points |
| - | ---------------- | ------------------- | ------ |
|   | Sep Vanmarcke    | Topsport Vlaanderen | 18     |
| 2 | Jean-Marc Bideau | Bretagne-Schuller   | 9      |
| 3 | Imanol Erviti    | Caisse d'Épargne    | 7      |
| 4 | Martin Elmiger   | AG2R La Mondiale    | 6      |
| 5 | Stijn Neirynck   | Topsport Vlaanderen | 6      |

#### Classement du meilleur jeune

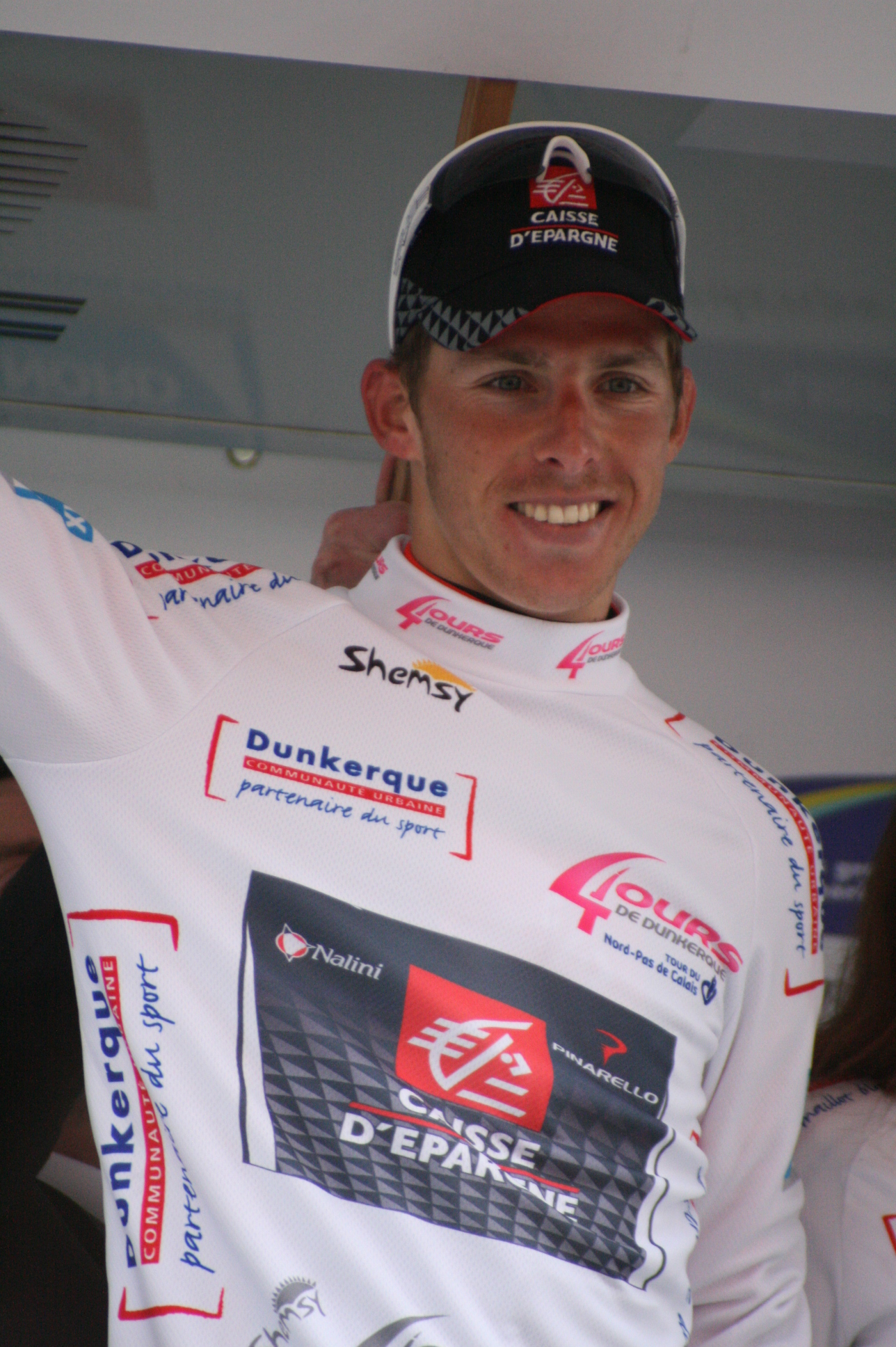
Rui Costa vêtu du maillot blanc de meilleur jeune

|   | Cycliste           | Équipe                  | Temps               |
| - | ------------------ | ----------------------- | ------------------- |
|   | Rui Costa          | Caisse d'Épargne        | en 21 h 36 min 07 s |
| 2 | José Joaquín Rojas | Caisse d'Épargne        | + 13 s              |
| 3 | Cédric Pineau      | Roubaix Lille Métropole | + 19 s              |
| 4 | Gerald Ciolek      | Milram                  | + 23 s              |
| 5 | Rafaâ Chtioui      | Acqua & Sapone          | + 53 s              |

#### Classement par équipes

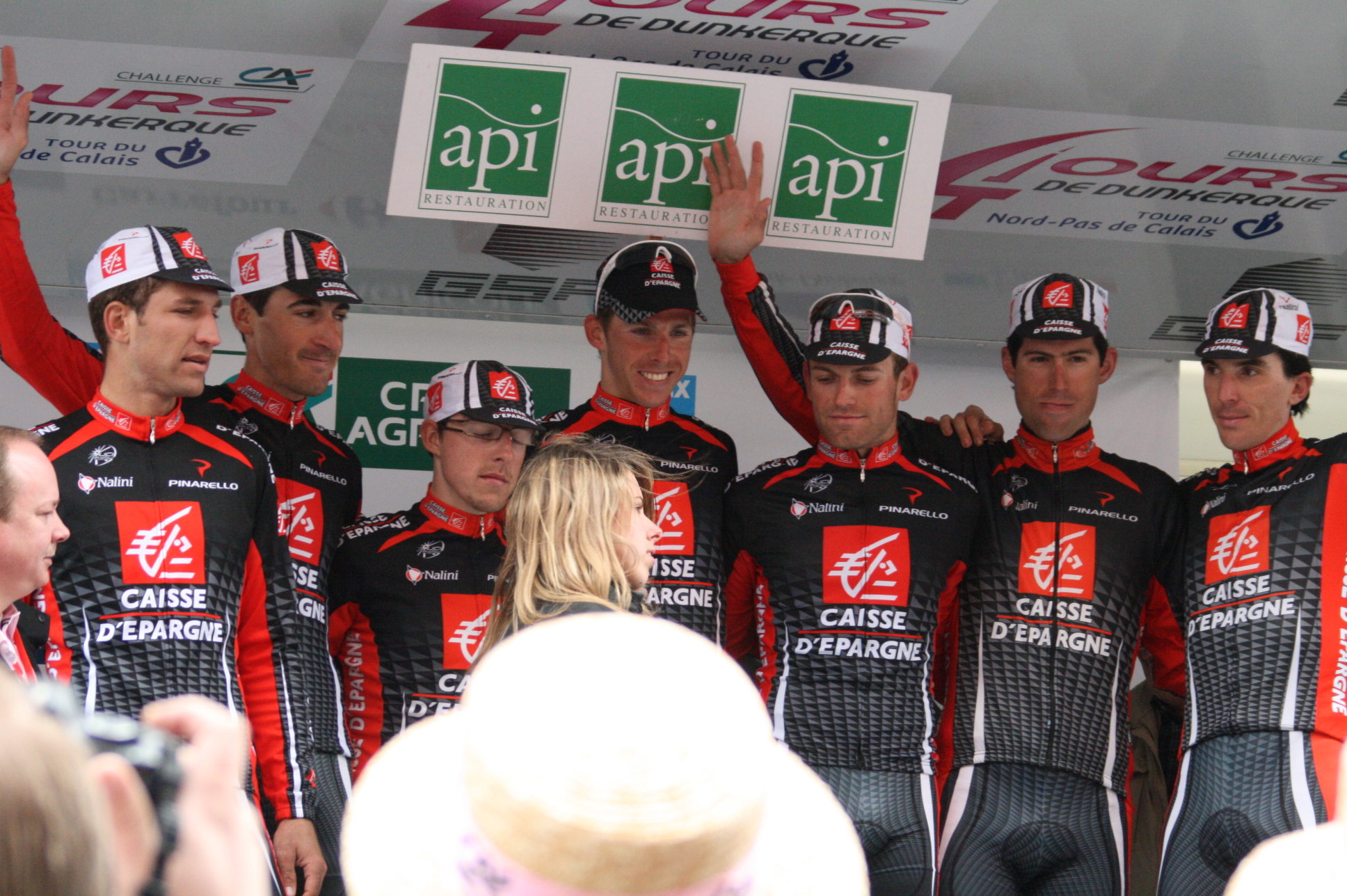
L'équipe Caisse d'Épargne sur le podium

|   | Équipe                  | Pays    | Temps               |
| - | ----------------------- | ------- | ------------------- |
| 1 | Caisse d'Épargne        | Espagne | en 64 h 49 min 30 s |
| 2 | BBox Bouygues Telecom   | France  | + 5 min 23 s        |
| 3 | La Française des jeux   | France  | + 5 min 37 s        |
| 4 | Bretagne-Schuller       | France  | + 6 min 23 s        |
| 5 | Roubaix Lille Métropole | France  | + 7 min 15 s        |

## Évolution des classements
| Étape              | Vainqueur          | Classement général | Classement par points | Classement de la montagne | Classement du meilleur jeune | Classement par équipes |
| ------------------ | ------------------ | ------------------ | --------------------- | ------------------------- | ---------------------------- | ---------------------- |
| 1                  | Alex Rasmussen     | Alex Rasmussen     | Alex Rasmussen        | Sep Vanmarcke             | Gerald Ciolek                | Cofidis                |
| 2                  | Danilo Napolitano  | Danilo Napolitano  | Danilo Napolitano     | Jean-Marc Bideau          | Cédric Pineau                | Cofidis                |
| 3                  | Alex Rasmussen     | Alex Rasmussen     | Danilo Napolitano     | Jean-Marc Bideau          | Cédric Pineau                | Cofidis                |
| 4                  | Martin Elmiger     | Martin Elmiger     | Danilo Napolitano     | Sep Vanmarcke             | Rui Costa                    | Caisse d'Épargne       |
| 5                  | Benoît Vaugrenard  | Martin Elmiger     | José Joaquín Rojas    | Sep Vanmarcke             | Rui Costa                    | Caisse d'Épargne       |
| Classements finals | Classements finals | Martin Elmiger     | José Joaquín Rojas    | Sep Vanmarcke             | Rui Costa                    | Caisse d'Épargne       |